# USCO Banfora
USCO Banfora (Union sportive de la Comoé de Banfora) ist ein Sportverein aus Banfora, einer Stadt im Südwesten des westafrikanischen Staates Burkina Faso. 2001 konnte der 1985 gegründete Verein den Titel in der Zweiten Liga des Landes gewinnen. USCO Banfora wird vom Busunternehmen SOGEBAF unterstützt. Das 6000 Zuschauer fassende Stadion verfügt nicht über eine Rasenfläche, gespielt wird auf einem Hartplatz. Am 10. März kündigte der bisherige Trainer Noël Teyan aufgrund anhaltender Erfolglosigkeit des damaligen Tabellenletzten, sein Assistent Arsène Soulama übernahm danach dessen Amt.